# Лизавин, Юрий Степанович
Юрий Степанович Лизавин (14 июня 1943, Ульяновск, РСФСР, СССР — 2 сентября 2010, Москва, Российская Федерация) — советский игрок в хоккей с мячом и тренер. Заслуженный мастер спорта СССР (1971), нападающий.

## Карьера
Воспитанник ХСМ Ульяновска.
Выступал:
- 1963—1964 гг. — «Волга» (Ульяновск)
- 1964—1968 гг. — СКА (Хабаровск)
- 1969—1982 гг. — «Динамо» (Москва). За 14 сезонов в составе команды провел 343 матча, забив 395 мяча.

Назывался в числе 22 лучших игроков сезона в 1963, 1964, 1968, 1969, 1970, 1971, 1972, 1973, 1974, 1975, 1976,
1972, 1976, 1977, 1978 годах, причём в 1972 и 1976 был признан лучшим нападающим сезона.
Семикратный чемпион СССР, шестикратный чемпион мира.
После завершения спортивной карьеры успешно работал тренером в динамовской ДЮСШ, где среди его воспитанников был Вячеслав Манкос. Был вынужден покинуть школу в середине 90-х, в последние годы работал водителем в одном из посольств в Москве. Играл за сборную ветеранов.
Награждён орденом Дружбы (1998).
Скончался 2 сентября 2010 года в Москве. Похоронен на 22-м участке Троекуровского кладбища в Москве.